# Pseudochernes
Genre
Pseudochernes est un genre de pseudoscorpions de la famille des Withiidae.

## Distribution
Les espèces de ce genre se rencontrent en Tanzanie et en Arabie saoudite.

## Liste des espèces
Selon Pseudoscorpions of the World (version 3.0) :
- Pseudochernes arabicus Mahnert, 1991
- Pseudochernes crassimanus Beier, 1954

## Publication originale
- Beier, 1954 : Zwei neue Pseudoscorpione aus Ostafrika. Zoologischer Anzeiger, vol. 152, p. 84-88.